# Turniej o Srebrny Kask 2002
Turniej o Srebrny Kask 2002 – rozegrany w sezonie 2002 turniej żużlowy z cyklu rozgrywek o „Srebrny Kask”, w którym mogli uczestniczyć zawodnicy do 21. roku życia. W rozegranym w Rybniku finale zwyciężył Krzysztof Kasprzak. Drugi był Rafał Kurmański, a trzecie miejsce zajął Karol Baran.

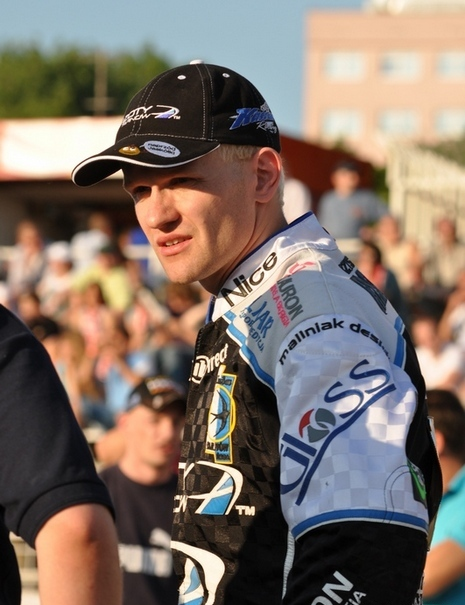
Krzysztof Kasprzak - zdobywca SK 2002

## Finał
- 29 sierpnia 2002 r. (czwartek), Rybnik

| Msc. | Zawodnik             | Klub              | Pkt  |             |  |
| ---- | -------------------- | ----------------- | ---- | ----------- |  |
| 1    | Krzysztof Kasprzak   | Unia Leszno       | 14   | (3,2,3,3,3) |  |
| 2    | Rafał Kurmański      | ZKŻ Zielona Góra  | 12   | (1,3,3,2,3) |  |
| 3    | Karol Baran          | Stal Rzeszów      | 11+3 | (3,2,2,3,1) |  |
| 4    | Mirosław Jabłoński   | Start Gniezno     | 11+2 | (2,3,t,3,3) |  |
| 5    | Rafał Szombierski    | RKM Rybnik        | 10   | (1,1,3,3,2) |  |
| 6    | Krzysztof Słaboń     | WTS Wrocław       | 9    | (2,2,2,1,2) |  |
| 7    | Maciej Kierzkowski   | Wybrzeże Gdańsk   | 8    | (2,2,2,1,1) |  |
| 8    | Roman Chromik        | RKM Rybnik        | 7    | (d,d,3,2,2) |  |
| 9    | Łukasz Jankowski     | Unia Leszno       | 6    | (0,3,2,1,0) |  |
| 10   | Tomasz Gapiński      | Polonia Piła      | 6    | (0,3,d,2,1) |  |
| 11   | Tomasz Kwiatkowski   | Stal Gorzów Wlkp. | 6    | (1,0,1,1,3) |  |
| 12   | Dawid Kujawa         | ZKŻ Zielona Góra  | 6    | (3,1,1,d,1) |  |
| 13   | Piotr Świderski      | Kolejarz Rawicz   | 6    | (2,1,1,0,2) |  |
| 14   | Marek Cieślewicz     | Wybrzeże Gdańsk   | 3    | (3,t,d,d,d) |  |
| 15   | Robert Miśkowiak     | Polonia Piła      | 3    | (1,1,1,0,d) |  |
| 16   | Łukasz Szmid         | RKM Rybnik        | 2    | (0,0,d,2,d) |  |
|      | rez. Adam Czechowicz | TŻ Opole          | 0    | (d)         |  |
|      | rez. Przemysław Kłos | Apator Toruń      | 0    | (0)         |  |